# Cheilopogon dorsomacula
Cheilopogon dorsomacula är en fiskart som först beskrevs av Fowler, 1944.  Cheilopogon dorsomacula ingår i släktet Cheilopogon och familjen Exocoetidae. IUCN kategoriserar arten globalt som livskraftig. Inga underarter finns listade i Catalogue of Life.